# 59 Herculis
59 Herculis (d Herculis) é uma estrela na direção da Hercules. Possui uma ascensão reta de 17h 01m 36.36s e uma declinação de +33° 34′ 05.8″. Sua magnitude aparente é igual a 5.27. Considerando sua distância de 295 anos-luz em relação à Terra, sua magnitude absoluta é igual a 0.49. Pertence à classe espectral A3IV.